# 5-羟甲基胞嘧啶
5-羟甲基胞嘧啶（5-Hydroxymethylcytosine，簡稱5hmc）是生物DNA中由胞嘧啶（C）衍生而來的一種核鹼基，其化學式為C5H7N3O2，可能有調控基因表現的功能，為表觀遺傳學上重要的鹼基。5hmc最早於1952年在噬菌體DNA中被發現，可能為噬菌體避免被細菌限制酶切割的一種機制，有些細菌則演化出可切割含5hmc序列的限制酶（如PvuRts1I）。1972年此鹼基首度在哺乳類DNA中被發現，2009年有研究在人類與小鼠的腦組織DNA和胚胎幹細胞的DNA中發現5hmc，目前已知大多數的哺乳類細胞中可能均含有5hmc，但含量不一，在中樞神經系統的神經元及原生殖細胞中較多，且含量可能因年齡而變化。5hmc的具體功能尚不清楚，可能與DNA去甲基化（促進基因表現）有關。
2012年，芝加哥大學的何川實驗室發表了可對基因組中5hmc進行測序的技術TAB-seq。